# Base aérea de Incirlik

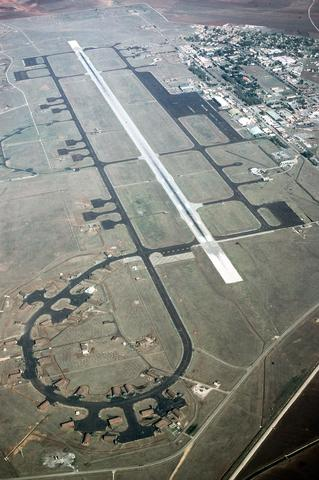
Vista aérea de la pista de aterrizaje en la base aérea de Incirlik

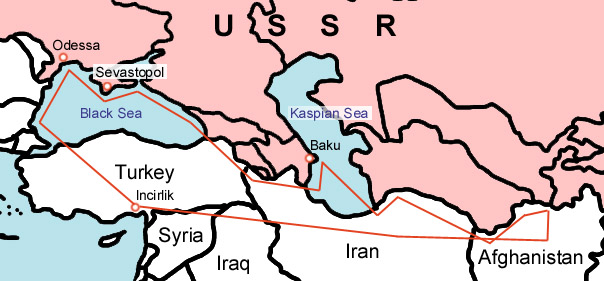
Composite Recon Track requiring two missions

La Base Aérea de Incirlik (en turco: İncirlik Hava Üssü) (OACI: LTAG) es una instalación de la Fuerza Aérea Turca, ubicada cerca de İncirlik, Turquía. Esta base se encuentra a 8 kilómetros (5 millas) al este de Adana, la quinta ciudad más grande del país, y se encuentra a 56 kilómetros (35 millas) tierra adentro desde el Mediterráneo. La Fuerza Aérea de los Estados Unidos y Fuerza Aérea de Turquía son los principales usuarios de la base aérea, aunque también es utilizada por la Real Fuerza Aérea Británica (RAF), la Real Fuerza Aérea Saudí y por el Ejército español.
La Base Aérea de Incirlik es la sede del Ala 10 de la Fuerza Aérea estadounidense (10th Air Wing) y del Segundo Comando de la Fuerza aérea turca (Hava Kuvvet Komutanlığı). Otras alas de este comando están localizadas en Merzifon (LTAP), Malatya/Erhaç (LTAT) y Diyarbakır (LTCC).
La base aérea de Incirlik tiene un complemento de unos cinco mil hombres de la USAF, con varios cientos de aviadores de la RAF británica y la Fuerza Aérea de Turquía también presentes, as of late 2002. La unidad principal estacionada en Incirlik es el Ala 39 (39th Air Base Wing) de la Fuerza Aérea de los Estados Unidos. Desde 2014, esta base aloja un contingente del Mando de Artillería Antiaérea del Ejército de Tierra de España, que está desplegado en misión de defensa aérea de Turquía.

## Etimología
La palabra «Incirlik» significa «higueras», en turco.

## Historia
La decisión de construir la base aérea de Incirlik se hizo durante la Conferencia de El Cairo en diciembre de 1943, pero las obras de construcción se iniciaron después del final de la Segunda Guerra Mundial. El Cuerpo de Ingenieros del Ejército estadounidense comenzó la construcción de la base aérea de Incirlik, en la primavera de 1951. La Fuerza Aérea de Estados Unidos previó utilizar inicialmente la base como un lugar de recuperación de los bombarderos medianos y pesados en caso de emergencia. El Estado Mayor turco y la Fuerza Aérea de los EE. UU. firmaron un acuerdo de uso conjunto para la nueva base aérea en diciembre de 1954. El 21 de febrero de 1955, la base aérea fue nombrado oficialmente Adana Air Base, con la 7216a escuadrilla de la base aérea como la unidad huésped. Esta Base Aérea pasó a llamarse la "Base Aérea Incirlik" en 28 de febrero de 1958.

### Misiones de reconocimiento desde la Base de Incirlik
Incluso en los primeros años de su existencia demostraron el valor de la presencia de la base aérea de Incirlik, en Turquía, no sólo para hacer frente a la Unión Soviética durante la Guerra Fría, pero también para responder a las crisis en el Medio Oriente, como en Líbano e Israel.
El proyecto 119L, un programa público de lanzamiento de un globo meteorológico de la Fuerza Aérea de los EE. UU. sirvió como tema de portada (desinformación) para el verdadero objetivo de la base aérea de Incirlik: montar misiones de reconocimiento estratégico sobre la Unión Soviética. Bajo el nombre en clave «Genetrix», estos lanzamientos de globos se llevaron a cabo a partir de febrero de 1956. Después de algunas operaciones de globos meteorológicos, los pilotos comenzaron a pilotar aviones Lockheed U-2 para reconocimeinto como parte de la Operación Overflight a finales de 1957.
Además, los aviones Boeing RB-47H Stratojets y  P4M-1Q Mercator y A3D-1Q Skywarrior realizaron vuelos de reconocimiento desde la base aérea Incirlik hacia el espacio aéreo soviético, sobre el Mar Negro y el Mar Caspio y el este, llegando incluso a Afganistán. La base aérea Incirlik fue la base principal de los vuelos U-2 en toda la región hasta el 1 de mayo de 1960, cuando se generó un conflicto debido al lanzamiento de 14 misiles tierra-aire SA-2, destruyendo el U-2 de la CIA, pilotado por Francis Gary Powers cerca de Sverdlovsk, Rusia, lugar de una prueba de misiles de la Unión Soviética, para su programa de misil intercontinental.

### Crisis del Líbano
La crisis del Líbano de 1958 explotó durante el verano de ese año, lo que provocó que el presidente de los Estados Unidos Dwight D. Eisenhower ordenara a la Fuerza Aérea de los Estados Unidos que volara inmediatamente hacia Incirlik. Este escuadrón de la fuerza aérea consistía en los F-100 Super Sabre, B-57 Canberra, F-101 Voodoo, B-66 Destroyer, con la suma del avión de apoyo WB-66. Estos aviones cubrieron las facilidades de la base área Incirlik, donde también arribaron aviones de transporte que traían a los Marines estadounidenses desde Alemania hasta el Líbano. En grandes términos, no hubo absolutamente ni un combate terrestre que involucrara al ejército de los Estados Unidos. Además, los aviones de combate volaron en misiones sin combate alguno, simplemente para cubrir los movimientos de las tropas de infantería. Se trató de mostrar la supremacía aérea estadounidense, volando sobre el Líbano, incluyendo Beirut, con vuelos de reconocimiento y con fines propagandísticos al arrojar panfletos sobre el Líbano.
Como parte de un esfuerzo para incluir unidades de combate experimentadas en la región de Turquía, las fuerzas aéreas estadounidenses en Europa, disolvieron el escuadrón N.º 7216 y activaron al escuadrón N.º 39 (grupo táctico) en su lugar en Incirlik en abril de 1966. Este escuadrón asumió el control permanente de la fuerza aérea de esa base, manejando los escuadrones de entrenamiento, además de mantener un escuadrón de la OTAN en la base aérea Incirlik.

### Embargo
A mediados de 1975, el gobierno turco anunció que todas las bases militares de Estados Unidos en Turquía se cerrarían y se transfieren a la Fuerza Aérea de Turquía. Esta acción fue en respuesta a un embargo de armas que el congreso de Estados Unidos impone a Turquía por el uso de equipos suministradas por Estados Unidos durante la invasión turca de Chipre en 1974. Sólo la base aérea de Incirlik y Base Aérea de Esmirna permanecieron abiertas, debido a sus responsabilidades con la OTAN, pero todas las actividades fuera de la OTAN en estos lugares fueron suspendidas.
Después de que el Congreso levantara el embargo en septiembre de 1978, y también restauró la ayuda militar y naval para Turquía, las operaciones normales se reanudaron en Turquía y los Estados Unidos y Turquía firmaron un acuerdo de "Defensa y Cooperación Económica" (DECA) el 29 de marzo de 1980. Después de la firma de la DECA, la USAFE inició el "Plan de Turquía para ponerse al día" para mejorar la calidad de vida de los aviadores estacionados en Incirlik. Uno de los principales proyectos fue un nuevo complejo de viviendas de base para los aviadores y oficiales.

### Primera guerra del Golfo, ayuda humanitaria, y Operación Northern Watch
Después de la invasión de la vecina Kuwait en 1990 por Irak, el Ala Compuesta N.º 7440 asumió el control operativo del Grupo Táctico 39. El 7440 fue el componente aéreo de la Fuerza de Tarea Conjunta, que llegó a controlar 140 aviones y abrió un frente norte, obligando a Irak a dividir sus defensas entre el norte y el sur, donde el principal objetivo de los ataques de la coalición se originó como parte de la Operación "Desert Storm ". Después de la guerra, fue sede Incirlik "Combined Task Force Provide Comfort", que supervisó la Operación Proporcionar Confort (OPC), con la misión de proveer de ayuda humanitaria a millones de refugiados kurdos al norte de Irak.
Entre 1992 y 1997 los Vickers VC10 del Escuadrón N.º 101 de la Real Fuerza Aérea Británica tenían su sede en esta base en el marco de la Operación Warden sobre Irak.
La "Operación Quick Transit" del Departamento de Estado de los Estados Unidos evacuó a miles de kurdos del norte de Irak a finales de 1996. El Ala 39 aportó apoyo logístico para esta operación, que supuso el final del aspecto humanitario de la Operación Proporcionar Confort (OPC). La OPC acabó en diciembre de 1996 y la sucedió la Operación Northern Watch (ONW) en enero de 1997 con una unidad para asegurar las restricciones aéreas de la ONU al norte del paralelo 36 de Irak.
El Ala aéreo-especial expedicionaria 39 fue activada en Incirlik el 15 de septiembre de 1997, para apoyar y comandar el material de la Fuerza Aérea de los Estados Unidos desplegado en Incirlik, mientras que la ciudad-campamento de Icirlik, Hodja Villaje se convertía en la instalación temporal más grande de la Fuerza Aérea de los Estados Unidos.
A partir de 1994, la Fuerza Aérea Turca empezó a recibir los aviones cisterna KC-135 Stratotanker. Los siete aviones son operados por el Escuadrón 101, estacionado en Incirlik.

### Atentado del 11 de septiembre de 2001
En respuesta al atentado a las torres gemelas el 11 de septiembre de 2001, la operación "prueba de libertad" comenzó en octubre de 2001. Incirlik presto servicio como un enlace principal para las misiones de la Guerra de Afganistán. Este servicio incluyó además operaciones aéreas humanitarias, misiones especiales MC-130, y misiones de reabastecimiento KC-135 para las fuerzas en combate. La base aérea logró sextuplicar la intensidad sus vuelos durante la operación "prueba de libertad". Luego, con la utilización en Afganistán de la Base Aérea Bagram y en Uzbekistán la Base Aérea Karshi-Khanabad, la actividad aérea en Incirlik disminuyó a un nivel mínimo.

### Guerra de Irak
La Operación Northern Watch (ONW) finalizó con el comienzo de la guerra de Irak el 19 de marzo de 2003. La ONW realizó su última patrulla el 17 de ese mismo mes y finalizó con 12 años de misión exitosa en la contención del ejército iraquí y fue desactivada el 1 de mayo de dicho año. El Grupo aéreo 39 fue activado ese mismo año.
El 19 de agosto de 2003, la primera rotación de KC-135 Stratotankers y aviadores desplegados llegó a Incirlik para apoyar varias operaciones en respuesta a los ataques del 11 de septiembre de 2001, así como la reconstrucción después de la invasión de Irak y la consiguiente insurgencia.
El 6 de enero de 2004 llegaron a la base los primeros 300 soldados del Ejército de los Estados Unidos en lo que se convertiría en el mayor tránsito de soldados americanos, llegando a pasar miles y miles como primera parada antes de regresar a casa tras pasar casi un año en Irak. Incirlik fue parte del que se consideró el mayor movimiento de tropas estadounidenses de la historia de este país. Incirlik, además, colaboró con camas para los soldados, un lugar cálido donde quedarse, entretenimiento y comida.
El 12 de marzo de 2004, el Grupo aéreo 39 fue desactivado y el Ala 39 fue activado en su lugar para proveer de la mejor combinación de apoyo necesario y, a medida que surgen nuevos requisitos de misión, para asumir la carga y contribuir mejor en la guerra global contra el terrorismo.

### Terremoto de Cachemira de 2005
La Base Aére de Incirlik sirvió como un puente proveyendo apoyo a la operación de socorro iniciada tras el terremoto de Cachemira de 2005. Con la ayuda de la aviación estadounidense y turca, cinco C-130 Hercules de las bases aéreas de Italia, Reino Unido, Grecia y Francia despegaron con urgencia para colaborar con suministros, incluyendo 10.000 tiendas del almacén del Alto Comisionado de las Naciones Unidas para los Refugiados en İskenderun, Turquía para Islamabad, Pakistán el 19 de octubre.

### Guerra del Líbano de 2006
Durante la breve Guerra del Líbano, en julio de 2006, la Base Aérea de Incirlik proveyó de apoyo a los soldados americanos que habían sido evacuados por la Armada de los Estados Unidos.

### Pleitos legales por tierras de 2010
En 2010, tres armenio-americanos, presentaron una demanda contra la República de Turquía y dos bancos exigiendo la compensación de 122 acres de tierra en la provincia de Adana en Turquía, donde se encuentra actualmente la base aérea. Un juzgado estadounidense aceptó el caso y avisó a Turquía de responder a la demanda en el plazo de 21 días. La defensa de los bancos turcos solicitó al juzgado que extendiese la fecha límite hasta septiembre de 2011, algo que la corte aceptó. El caso actualmente sigue activo.

## En la cultura popular

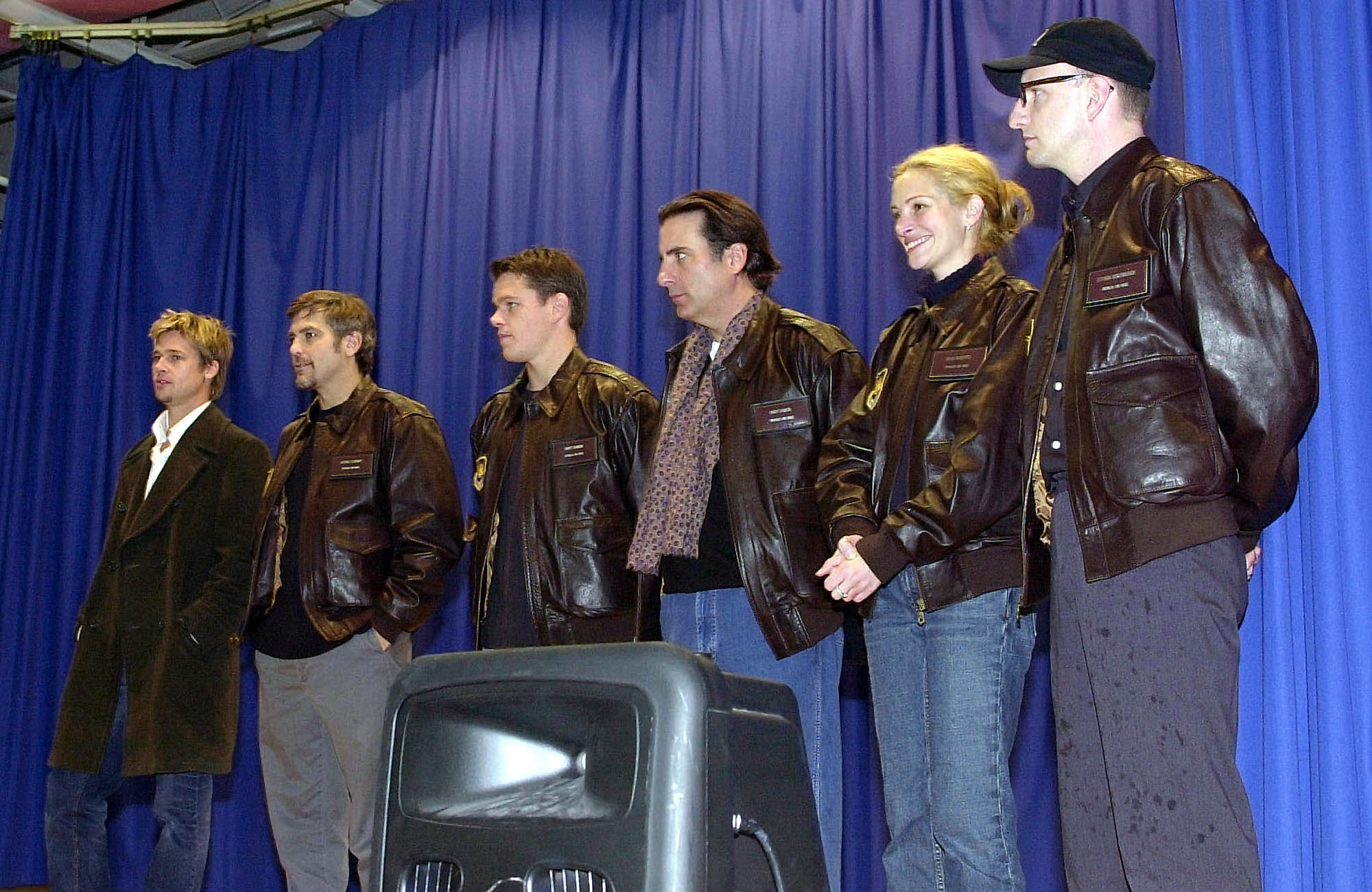
Brad Pitt, George Clooney, Matt Damon, Andy García, Julia Roberts, y Steven Soderbergh visitaron la base en diciembre de 2001

- La Base Aérea de Incirlik apareció en la película de espionaje de Ridley Scott titulada Red de mentiras (2008).
- La Base Aérea de Incirlik es mencionada en la película de 1997, Air Force One (película). Es el lugar donde el Air Force One tenía pensado aterrizar tras ser secuestrado. Sin embargo, el avión es interceptado por cazas rusos y se estrelló en el Mar Caspio.
- La Base Aérea de Incirlik apareció en el videojuego de 2003 titulado, Command & Conquer: Generals, dónde es destruida por terroristas.